# Jaranowo
Jaranowo – wieś w Polsce położona w województwie kujawsko-pomorskim, w powiecie aleksandrowskim, w gminie Bądkowo.

## Podział administracyjny
W latach 1975−1998 miejscowość administracyjnie należała do województwa włocławskiego. Wieś sołecka – zobacz jednostki pomocnicze gminy Bądkowo w BIP.

## Historia
Jaranowo w wieku XIX występuje w Słowniku jako wieś w powiecie nieszawskim, gminie i parafii Bądkowo. Dobra Jaranowo liczą rozległości 2060 mórg (około 1153,6 ha). W skład dóbr wchodzą Jaranowo Kolonia i Stasin.
W miejscowości urodził się Ryszard Kwiatkowski, polski kompozytor i pedagog.